# Huyền Sa Sư Bị
Huyền Sa Sư Bị (tiếng Trung: 玄沙師備;: xuánshā shībèi; tiếng Nhật: gensha shibi; 835-908) là một Thiền sư Trung Quốc, sống vào thời Hậu Đường, một trong những môn đệ danh tiếng nhất của Thiền Sư Tuyết Phong Nghĩa Tồn. Đệ tử nối pháp của Sư có 13 vị, trong đó Thiền Sư La Hán Quế Sâm là thượng thủ - sau này sinh ra Thiền sư Pháp Nhãn Văn Ích, Tổ sáng lập Tông Pháp Nhãn. Trong Cảnh Đức truyền đăng lục, người ta ghi tên tông này là Huyền Sa tông. Tập Bích nham lục (công án 22, 56, 88) và Tập Vô môn quan (41) có ghi lại pháp ngữ của Sư.

## Cơ Duyên
Sư họ Tạ, quê ở huyện Mân, Phúc Châu, nay là Phúc Kiến, Trung Quốc. Sư từ nhỏ chẳng chịu học chữ nên không biết đọc, ngay cả những chữ khắc trên những đồng tiền thời đó. Sư rất thích câu cá, thường cắm một chiếc thuyền nhỏ trên sông Nam Đài để câu
Năm 30 tuổi, niên hiệu đầu Hàm Thông (860), Sư chợt phát tâm xuất gia cầu giải thoát, liền bỏ thuyền câu. Đầu tiên sư đến núi Phù Dung, theo Thiền Sư Linh Huấn xuất gia. sau đến chùa Khai Nguyên ở Dự Chương thụ giới cụ túc với Luật sư Đạo Huyền.

Sư chuyên tu theo hạnh đầu đà, chỉ mặc áo gai đi giày cỏ, ăn vừa đủ sống, suốt ngày ngồi thiền im lặng, tăng chúng thấy vậy đều kính phục. Sau đó, sư gặp Thiền Sư Tuyết Phong Nghĩa Tồn, môn đệ đắc pháp của Thiền Sư Đức Sơn Tuyên Giám. Theo lý, Thiền Sư Tuyết Phong hơn sư 13 tuổi, chỉ đáng làm Huynh đệ anh em trong đạo. Nhưng sư vẫn kính thờ Thiền Sư Tuyết Phong như thầy mình. Sau đó, ở dưới hội của Tuyết Phong sư được khai ngộ:
Một hôm, Tuyết Phong hỏi: Cái gì là Đầu-đà Bị?
Sư đáp: Trọn chẳng dám dối người.
Hôm khác, Tuyết Phong gọi: Đầu-đà Bị! tại sao chẳng đi tham vấn các nơi?

Sư thưa: Đạt-ma chẳng đến Đông độ, Nhị Tổ chẳng sang Tây thiên. Tuyết Phong nghe vậy liền gật đầu ấn chứng.
Kế đến, Thiền Sư Tuyết Phong đến núi Tượng Cốt hoằng pháp, sư cũng đi theo phụ giúp thầy mở mang tông phong. Người đến tham học rất đông. Sư cũng chuyên tâm nhập thất tham vấn Tuyết Phong về chổ huyền nghĩa, nhân xem Kinh Lăng Nghiêm được phát minh tâm địa. Từ đó, sư đối đáp lanh lẹ, phàm người học đến đều cầu hỏi sư giải chổ nghi ngờ, như Tuyết Phong hỏi đáp sư cũng đều đối ứng tương ưng không nhân nhượng. Thiền sư Tuyết Phong khen ngợi: "Đầu-đà Bị là người tái sanh.".
Sau sư được mời trụ trì tại Viện Phổ Ứng tại Phường Mai Khê. Kế đến sư đến trụ trì tại núi Huyền Sa, chuyên tâm hoằng pháp hơn 30 năm, người học lúc nào cũng trên dưới 800 người. Sư cùng với Thiền Sư Vân Môn Văn Yến là hai đệ tử xuất sắc nhất của Thiền Sư Tuyết Phong với phong cách dạy chúng khá thần tốc và ấn tượng, chỉ thẳng vào chổ trọng yếu của người học.
Vào đời Lương, niên hiệu Khai Bình năm thứ hai, ngày 27 tháng 11 năm Mậu Thìn, Sư hiện tướng có chút bệnh rồi kiết già thị tịch, thọ 74 tuổi, được 40 tuổi hạ. Mân Soái Vương Công xây tháp cúng dường thờ sư,
Sư có để lại cuốn Huyền Sa Sư Bị Thiền Sư Quảng Lục (玄沙師備禪師廣錄) (3 quyển).

## Pháp Ngữ
Sư thượng đường nói: 'Chư thiền đức! các ông du phương hành khước đến đây, nói rằng ta tham thiền học đạo, là có chỗ kỳ đặc, hay chỉ hỏi đông hỏi tây? Nếu có chỗ kỳ đặc hãy thông qua, tôi sẽ vì các ông chứng minh là phải hay chẳng phải. Tôi trọn biết hết, lại có kỳ đặc chăng? Nếu không có kỳ đặc, chỉ là người đuổi theo tiếng. Các ông đã đến trong đây, giờ đây tôi xin hỏi: các ông là người có mắt chăng? Nếu có thì hiện đây liền nhận biết được, mà các ông có biết được chăng? Nếu các ông chẳng biết, bị tôi gọi kẻ mù từ nhỏ, kẻ điếc từ nhỏ, có phải chăng? chấp nhận lời nói như thế chăng?
Chư thiền đức! cũng chớ tự khi mà lui sụt, cái chân thật của các ông đâu từng là người mù điếc. Chư Phật mười phương nắm các ông để trên đầu, chẳng dám lầm lẫn một phần tử, chỉ nói "việc này duy ta hay biết", hội chăng? Như hiện nay thừa kế, trọn nói là thừa kế Thích-ca. Tôi nói: "Thích-ca cùng tôi đồng tham cứu." Các ông nói tham cứu cái gì? hội chăng? Thật không phải dễ dàng biết, phải là người đại ngộ mới có thể biết được. Nếu cái sở ngộ chừng bực cũng không thể gặp. Các ông lại biết đại ngộ chăng? Không phải là nhận cái chiếu soi trên đầu các ông, không phải cái các ông nói không, nói rỗng, nói bên nây bên kia, nói có pháp thế gian, nói có một cái chẳng phải pháp thế gian.
Hòa thượng con! hư không vẫn từ mê vọng huyễn sanh. Hiện nay nếu đại ngộ thì còn có chỗ nào để nói năng? Còn không có hư không thì chỗ nào có tam giới? nghiệp dẫn, cha mẹ làm duyên sanh ra ta thành lập trước sau? Hiện nay nói không vẫn là lừa dối, huống là nói có. Biết chăng? Các ông đi hành khước đã lâu, tự nói có việc giác ngộ. Nay tôi hỏi ông: ví như chót núi bờ vực chỗ không có dấu vết người, lại có Phật pháp chăng? biện được rành rẽ chăng? Nếu biện chẳng được thật là chưa có.
Tôi thường nói: trước mặt vị Tăng chết tức là chạm mắt Bồ-đề, thần quang muôn dặm là tướng sau đảnh. Nếu người gặp được, chẳng ngại ra ngoài ấm giới, thoát khỏi ý tưởng trên đầu ông, xưa nay chỉ là thể người chân thật của ông. Chỗ nào còn có một pháp khác che đậy? Các ông biết chăng? tin chăng? hiểu thừa đương được chăng? Rất cần nỗ lực! "

Sư có để lại bài kệ:
Huyền Sa đường tắt riêng
Người đời cần nên biết
Ba đông khí dương thạnh
Tháng sáu sương xuống nhiều.
Có lời không hệ lưỡi
Không nói rất cần câu
Hiểu ta câu rốt sau

Ra đời ít người biết.